# 名古屋市立大学
名古屋市立大学（なごやしりつだいがく、英語: Nagoya City University, NCU）は、愛知県名古屋市瑞穂区瑞穂町字川澄1番地に本部を置く日本の公立大学である。
創立は1884年設置の名古屋薬学校が起源。1950年大学設置。略称は名市大（めいしだい）、市大（しだい）。

## 概観

### 大学全体
名古屋市を設立団体とし、公立大学法人名古屋市立大学が管理運営している。1950年に旧制の名古屋女子医科大学と、新制の名古屋薬科大学を統合して設立された。

### 教育および研究

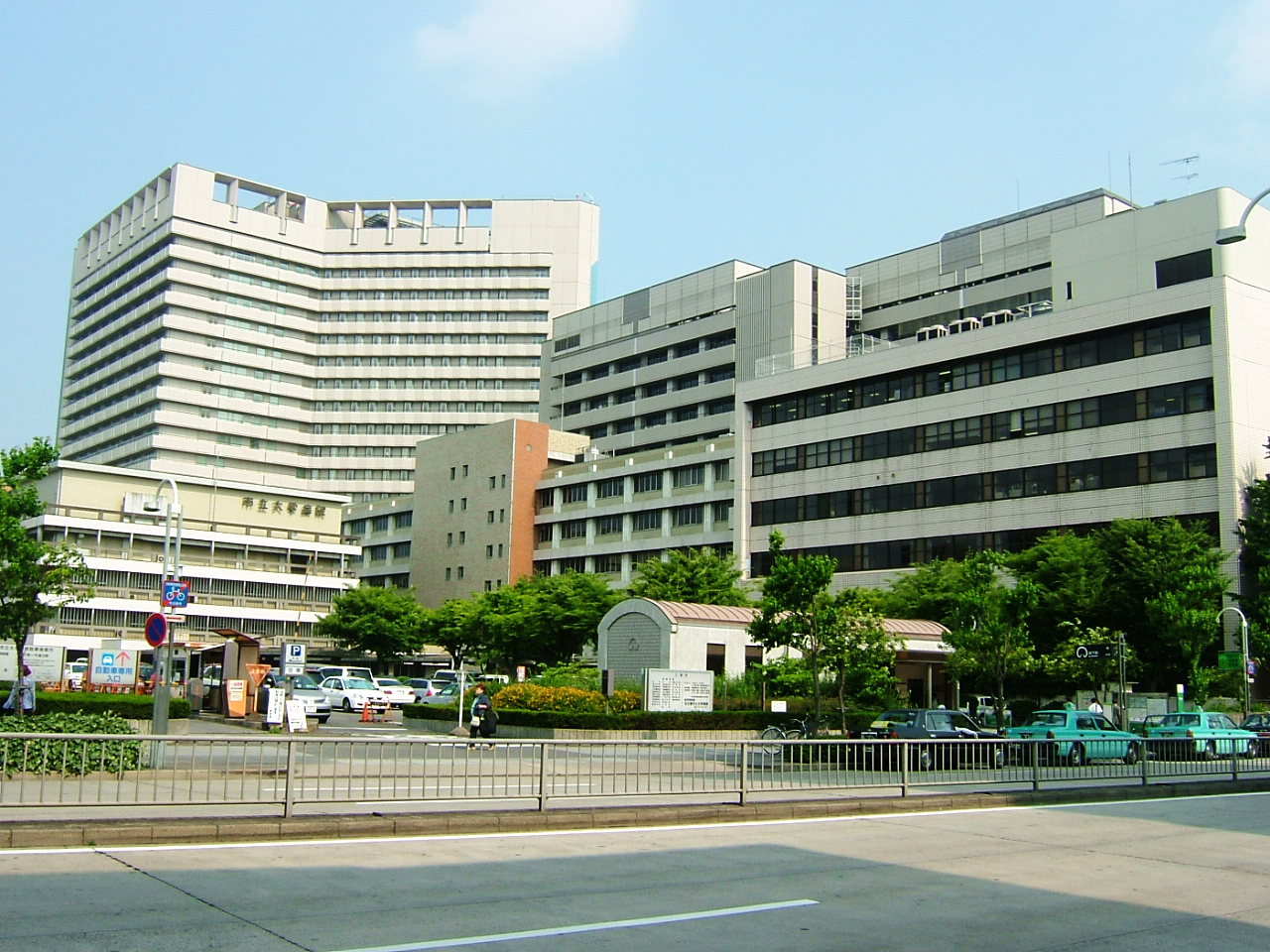
川澄キャンパス（名古屋市立大学病院）

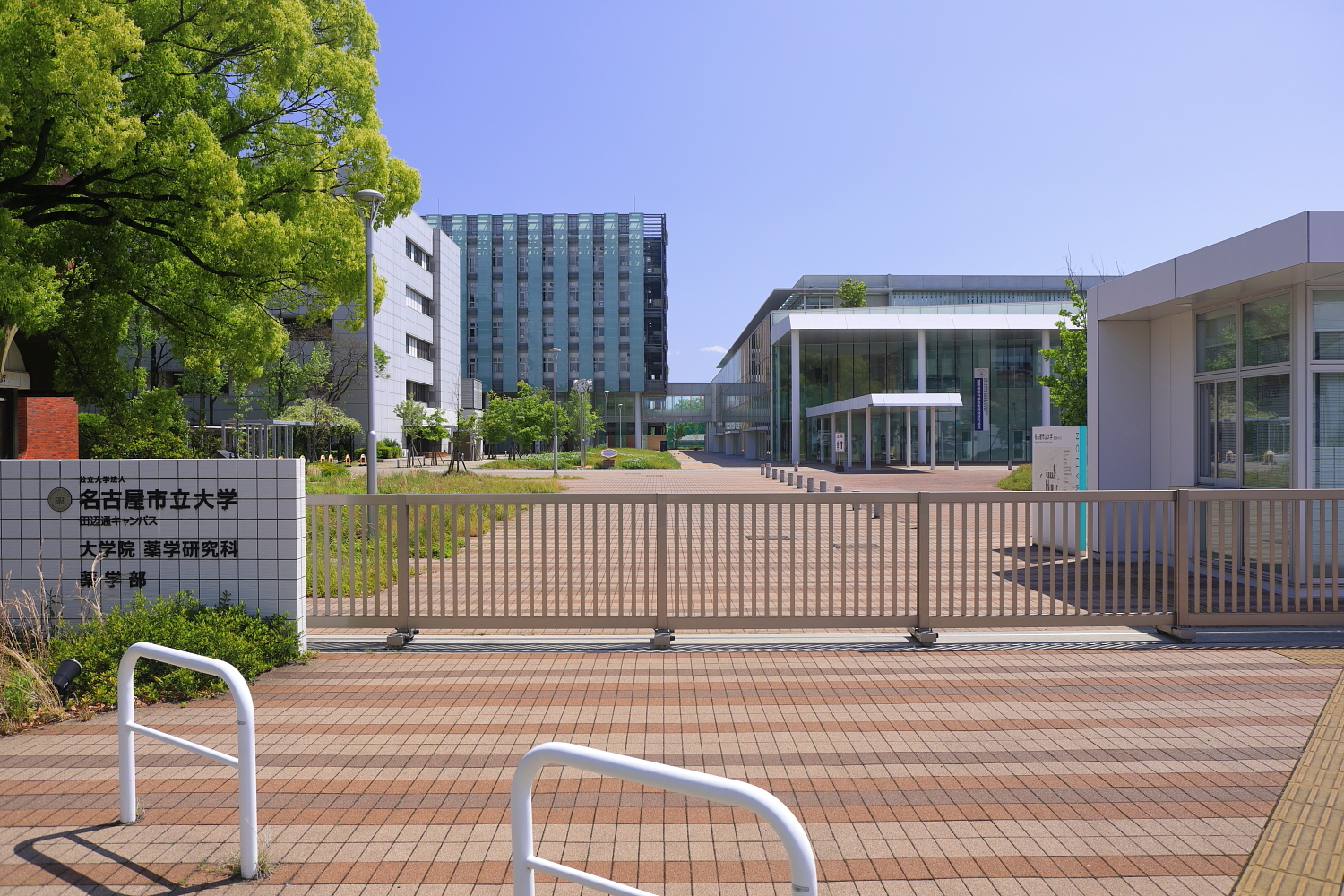
田辺通キャンパス（薬学部）

総合大学であり、8学部（医学部、薬学部、経済学部、人文社会学部、芸術工学部、看護学部、総合生命理学部、データサイエンス学部）と、大学院に7研究科（医学研究科、薬学研究科、経済学研究科、人間文化研究科、芸術工学研究科、看護学研究科、理学研究科、データサイエンス研究科）を有する。

### 学風および特色
名古屋市内出身者は約3割、市内を含む愛知県内出身者も6割程度であり、比較的広い地域から学生が集まっている。特に入学試験を中期日程で行う薬学部と、類似学部・学科が少ない芸術工学部にその傾向が強く、いずれも県内出身者は半数以下である。

## 沿革
- 1949年 市議会において旧制名古屋女子医科大学（医学部、予科、旧制名古屋市立女子医学専門学校、附属高等厚生女学校および附属医院附属看護婦養成所）と新制名古屋薬科大学の合併を議決。
- 1950年 旧制名古屋市立大学医学部および新制名古屋市立大学薬学部発足、旧附属医院附属看護婦養成所廃止。
- 1951年 旧制名古屋市立女子医学専門学校・旧制名古屋女子医科大学予科を廃止、薬学部を愛知郡鳴海町から瑞穂区田辺通および萩山町（田辺通キャンパスから山崎川を挟んで対岸、名古屋市栄養専門学院（現在は廃止）と名古屋市衛生研究所の所在地）に移転。
- 1952年 新制医学部を設置。
- 1955年 教養部を設置。
- 1957年 高等厚生女学校を名古屋市立大学看護学校に改組。
- 1958年 医学部の瑞穂区瑞穂町川澄への移転を開始。
- 1961年 医学部の移転完了、旧制名古屋市立大学（医学部）を廃止。
- 1964年 経済学部を設置（瑞穂区瑞穂町川澄）。
- 1965年 経済学部と教養部を瑞穂区瑞穂町山の畑に移転。
- 1966年 医学部附属病院と看護学校を瑞穂区瑞穂通から瑞穂区瑞穂町川澄に移転。
- 1968年 名古屋市立看護専門学校を開校。
- 1970年 薬学部に製薬学科を設置。
- 1988年 名古屋市立大学看護学校に名古屋市立看護専門学校を統合し、名古屋市立大学看護短期大学部に改組。
- 1991年 経済学部に経営学科を設置し、経済学科・経営学科の2学科制になる。
- 1995年 名古屋市立保育短期大学と名古屋市立女子短期大学が名古屋市立大学との統合に伴い募集停止。
- 1996年 教養部を廃止し、人文社会学部（人間科学科、現代社会学科、国際文化学科）と芸術工学部（視覚情報デザイン学科、生活環境デザイン学科）を設置。
- 1995年 名古屋市立保育短期大学と名古屋市立女子短期大学を廃止。
- 1999年 名古屋市立大学看護短期大学部を改組して、看護学部を設置。
- 2005年 芸術工学部視覚情報デザイン学科をデザイン情報学科に、生活環境デザイン学科を都市環境デザイン学科に改称。
- 2006年 薬学部薬学科を6年制に移行、4年制学科の生命薬科学科を設置。運営母体が公立大学法人名古屋市立大学に移行。
- 2007年 経済学部を公共政策学科、マネジメントシステム学科、会計ファイナンス学科の3学科に改組。
- 2008年 医学研究科に修士課程を新設。
- 2017年 ミッドタウンクリニック名駅（JPタワー名古屋内）と健康診断や予防医療研究などで覚書締結[2]
- 2018年 総合生命理学部総合生命理学科を設置。
- 2020年 システム自然科学研究科を理学研究科に改称。
- 2021年4月 名古屋市立東部医療センターと名古屋市立西部医療センターが名古屋市立大学に移管され名古屋市立大学病院とともに当大学の付属病院となった[3]。
- 2023年4月
  - データサイエンス学部を開設[4]。
  - 名古屋市立緑市民病院（3月まで医療法人純正会が指定管理者）および名古屋市厚生院附属病院が名古屋市立大学に移管されて附属病院化し、それぞれ名古屋市立大学医学部附属みどり市民病院および名古屋市立大学医学部附属みらい光生病院として運営開始[5]。
- 2025年4月 大学院データサイエンス研究科を設置．医学部に保健医療学科を開設予定。看護学専攻（看護学部から移行）及びリハビリテーション学専攻（新設）を開設予定。

## 基礎データ

### 所在地
大学本部：〒467-8601 愛知県名古屋市瑞穂区瑞穂町字川澄1番地

### 象徴
- 校章は「大学」の文字を、円とローマ字表記で囲ったもの。他に「NCU」の文字を合成したシンボルマークも用いられる。
- 代表的な学生歌は『新緑薫りて』（渡仲三作詞・今津市郎作曲）。他の学生歌としては『ああ我らが名市大』（蟹江良一作詞・須田稔作曲）、『今思え!君よ』（岸真司作詞・今津市郎作曲）などがある。

## 教育および研究

### 組織

#### 学部
- 医学部
  - 医学科（6年制）
  - 保健医療学科 　（2025年度開設予定）
    - リハビリテーション学専攻
      - 理学療法学コース
      - 作業療法学コース

    - 看護学専攻　（看護学部から移行予定）
- 薬学部
  - 薬学科（6年制）
  - 生命薬科学科（4年制）
- 経済学部
  - 公共政策学科
  - マネジメントシステム学科
  - 会計ファイナンス学科

注：学生は2年次に学科に分かれる
- 人文社会学部
  - 心理教育学科（2013年に人間科学科を名称変更）
  - 現代社会学科
  - 国際文化学科
- 芸術工学部
  - 情報環境デザイン学科
  - 産業イノベーションデザイン学科
  - 建築都市デザイン学科
- 看護学部　(2025年に医学部保健医療学科看護学専攻に移行予定）
  - 看護学科
- 総合生命理学部
  - 総合生命理学科
- データサイエンス学部
  - データサイエンス学科

#### 大学院
以下、特記していない専攻は博士前期課程・博士後期課程である。
- 医学研究科
  - 生体機能・構造医学専攻（4年制）
    - 講座：基礎医科学[6]、病態外科学[7]、感覚器・形成医学[8]

  - 生体情報・機能制御医学専攻（4年制）
    - 講座：病態医科学[9]、社会復帰医学[10]、生殖・遺伝医学[11]

  - 生体防御・総合医学専攻（4年制）
    - 講座：分子医学[12]、生体総合医療学[13]

  - 予防・社会医学専攻（4年制）
    - 講座：医学教育・社会医学[14]

  - 医科学専攻（修士課程）
- 薬学研究科[15]
  - 創薬生命科学専攻（2年制博士前期課程・3年制博士後期課程）
    - 組織（研究分野）
      - 医薬化学[16]
薬化学、精密有機反応学、薬品合成化学、機能分子構造学
      - 生命分子薬学[17]
生体超分子システム解析学、コロイド・高分子物性学、生命分子構造学、分子生物薬学、薬物送達学、構造薬学
      - 医療分子機能薬学[18]
生薬学、衛生化学、遺伝情報学、細胞分子薬効解析学、病態生化学
      - 医療薬学[19]
薬物動態制御学、病態解析学、医薬品代謝解析学、神経薬理学、レギュラトリーサイエンス、病院薬剤学、臨床薬学

  - 医療機能薬学専攻（4年制博士課程）
組織（研究分野）：コミュニティファーマシー学[20]、個人差・オーダーメイド医療薬学[20]、病院臨床薬剤学[21]、医薬品安全性評価学[22]、漢方薬物治療学[23]、分子機能薬理学[24]、分子神経科学[25]、臨床薬物動態学[26]、臨床病態治療学[27]、ストレス応答制御学[28]、疼痛緩和医療薬学[29]
  - 共同ナノメディシン科学専攻（3年制博士後期課程）
組織（研究分野）：機能医薬創成学部門[30]、薬物送達・動態科学部門[31]、医薬支援ナノ工学部門[32]
  - 連携大学院
腫瘍制御学（愛知県がんセンター）、加齢病態制御学（国立長寿医療センター）、医薬品質保証学（国立医薬品食品衛生研究所）、環境・発生生物学（岡崎統合バイオサイエンスセンター）、医薬品医療機器審査科学（医薬品医療機器総合機構）
- 経済学研究科
  - 経済学専攻[33]
  - 経営学専攻[34]
- 人間文化研究科
  - 人間文化専攻[35]
- 芸術工学研究科
  - 芸術工学専攻[36]
- 看護学研究科
  - 看護学専攻[37]
    - 博士前期課程
      - 看護学領域
        - 修士論文コース
          - 教育研究分野：性生殖看護学、成育保健看護学、クリティカルケア看護学、慢性看護学、高齢者看護学、看護マネジメント学、感染予防看護学、精神保健看護学、地域保健看護学、国際保健看護学

        - 専門看護師教育コース
          - 教育研究分野：クリティカルケア看護学、精神保健看護学

      - 助産師領域
        - 修士論文コース
          - 上級実践コース：助産師国家試験受験資格取得コース、アドバンスコース

    - 博士後期課程
      - 教育研究分野
        - 健康支援看護学分野
          - 研究領域：性生殖看護学・助産学、成育保健看護学、クリティカルケア看護学、高齢者看護学

        - ケアシステム看護学分野
          - 研究領域：感染予防看護学、精神保健看護学、地域保健看護学、国際保健看護学
- 理学研究科
  - 理学情報専攻[38]（2015年度に生体情報専攻から名称変更）

#### 附属機関
- 医学研究科・医学部附属機関
  - 名古屋市立大学病院
  - 名古屋市立大学医学部附属東部医療センター
  - 名古屋市立大学医学部附属西部医療センター
  - 名古屋市立大学医学部附属みどり市民病院
  - 名古屋市立大学医学部附属みらい光生病院
  - 脳神経科学研究所
  - 実験動物研究教育センター
  - アイソトープ研究室
  - 共同研究教育センター
- 薬学研究科・薬学部附属機関
  - 創薬基盤科学研究所
  - 臨床薬学教育連携センター
  - 東海臨床薬学教育連携センター
  - 薬工融合推進センター
  - 東海薬剤師生涯学習センター
- 経済学研究科・経済学部附属機関
  - 経済研究所
- 人間文化研究科・人文社会学部附属機関
  - 人間文化研究所
- 芸術工学研究科・芸術工学部附属機関
  - 環境デザイン研究所
- 理学研究科・自然科学研究教育センター[注釈 2]附属機関
  - 生物多様性研究センター
- 社会連携センター
- 総合情報センター
  - 情報システム部門
  - 学術情報部門（図書館）
    - 川澄分館
    - 山の畑分館
    - 田辺通分館
    - 北千種分館
- キャリア支援センター
- 国際交流センター
- 教育支援センター

## 学生生活

### 大学祭
大学祭は、毎秋（10月から11月）に4ヶ所のキャンパスで時期をずらしてそれぞれ行われているが、最大のものは滝子キャンパスで11月中旬に行われる「市大祭」である。桜山キャンパスの大学祭は「川澄祭」、北千種キャンパスの大学祭は「芸工祭」、田辺通キャンパスの大学祭は「薬学祭」と称している。

### 部活動・クラブ活動・サークル活動
サークル活動は、運動系、文化系それぞれに、クラブ（他大学でいう公認サークルに該当）と同好会がある。

### 大学関係者組織
- 同窓会

各学部ごとに組織され、医学部は「瑞友会」、薬学部は「薬友会」、経済学部は「瑞山会」、総合生命理学部は「瑞滝会」と称している。

### 大学関係者一覧
- 名古屋市立大学の人物一覧

## 施設

### キャンパス

#### 桜山（川澄）キャンパス(大学本部)
- 使用学部：医学部、看護学部
- 所在地：名古屋市瑞穂区瑞穂町字川澄
- 特色：旧制名古屋高等商業学校の跡地。キャンパスの大部分は名古屋市立大学病院（市大病院）で占められる。

#### 田辺通キャンパス
- 使用学部：薬学部
- 所在地：名古屋市瑞穂区田辺通
- 特色：大学発祥の地。医学部はこの地から始まり、1年後に薬学部も合流した。桜で有名な山崎川や瑞穂公園に隣接。薬草園や野球場、馬場などがあり、自然豊かなキャンパス。

#### 滝子キャンパス
- 使用学部：経済学部、人文社会学部、総合生命理学部
- 所在地：名古屋市瑞穂区瑞穂町字山の畑
- 特色：旧制第八高等学校の跡地。「山の畑キャンパス」とも呼ばれる。キャンパス内に小規模な前方後円墳「八高古墳」（前方部は失われている）と円墳の「八高2号墳」がある。なおキャンパス内には両者の中間部にもう1ヶ所、無名の前方後円墳が存在した[39]。他学部の教養教育科目もここの教養教育棟で行われており、1年生は全員滝子キャンパスへの通学となる。

#### 北千種キャンパス
- 使用学部：芸術工学部
- 所在地：名古屋市千種区北千種
- 特色：名古屋市立女子短期大学の校地を引き継いでいる。名古屋陸軍兵器補給廠、名古屋工業大学千種分校の跡地の一部。樹木に囲まれた閑静な環境で、デザインに工夫を凝らした建物が目を引く。

## 対外関係

### 名古屋市との関係
公立大学法人となって以降、名古屋市からの交付金は毎年、減額されている。名古屋市の所管は名古屋市役所の総務局行政改革推進部大学調整室が担当し、公立大学法人名古屋市立大学との連絡調整および名古屋市公立大学法人評価委員会の運営を行っている。大学の事務職員の多くは名古屋市職員からの出向者である。

### 地域貢献度ランキング
日本経済新聞社産業地域研究所が全国733の国公私立大学を対象に、大学が人材や研究成果を地域にどれだけ役立てているかの「地域貢献度」調査を行ったところ、名古屋市立大学は2012年度 総合ランキングで127位という結果となり、名古屋市に貢献していないという客観的評価が下された。そのため、名古屋市の税金から交付金を出しても、名古屋市民に還元されていない現状は問題視されている。
なお、2019年度の総合ランキングは5位まで上昇している。

### 海外大学などとの国際協力
世界各地の大学などと研究や留学、インターンシップで協定を結んでいる。学部レベルでの提携を含めると対象は50校・機関を超える。

### 企業との協力
読売新聞中部支社と教育研究や人材育成などで協力する包括連携協定を2022年10月28日に結んだ。

## 不祥事

### 名古屋市立乳児院の乳児に対する人体実験
1952年（昭和27年）11月、1名の乳児の死亡事件に代表される、名古屋市立乳児院（名古屋市立大学医学部小児科）を舞台に起こった一連の人権侵害事件。

### セクハラ事件
2003年（平成15年）1月、名古屋市立大学教授（当時64歳）が、海外での調査旅行中に秘書兼雑用係として雇用した女性に対し、言語によるセクシャルハラスメントを行った事件。裁判判決では、「被告は、性的関係を結ぶ目的を有しており、かつ少なくとも原告を本件客室に 誘った夕食の時点から、これらを計画的に行おうとしていた。セクハラ行為は、公権力の行使に当たる職員がその職務を行うにつきなした違法有責な行為であり、市は国家賠償法第1条1項に基づき原告に生じた損害を賠償する責任がある。」として、教授のセクハラ的言動が、公権力の行使にあたるとして国家賠償法の適用により名古屋市に対し慰謝料として100万円、弁護士費用として20万円の計120万円の支払いが命じられた。なお、本件セクハラの訴えを原告が市に対し文書送付等を行ったことについての加害者の反訴請求は棄却された。

### 利益相反問題
2008年3月、「トモセラピー」と呼ばれる放射線治療装置について、治療指針を作成する日本放射線腫瘍学会の研究代表者を務める芝本雄太・名古屋市立大学大学院教授（量子放射線医学）がこの装置の輸入・販売会社の取締役を兼業していることが明らかになった。中立、公正な治療指針が作れるのか疑問視する声も出ており、学会は医師と企業の関係などについてルール作りを進めるとした。治療指針はトモセラピーの照射方法や対象疾患などを検討するため、日本放射線腫瘍学会の課題研究として、名古屋市立大学など6病院共同で進められた。芝本教授は2005年、装置を輸入販売する「ハイアート社」（本社・東京）の取締役に就任し、同社から120万円の寄付金を受けたほか、会社主催の講演会の座長を年3回ほど務め、1回5万円程度の講演料を受取り、会議のため同社関係者と飲食店に行くことがあった。役員兼業について、芝本教授は「大学には、規定に基づき届け出ている。届け出では、報酬を年30万円と記載したが、実際には受取っていない。役員になったのは、『この最先端治療装置の第一人者』とアピールできるからで、営利目的ではない」と説明している。前国立がんセンター中央病院放射線治療部長の池田恢(ひろし)・堺市立堺病院副院長は「業者と関連の深い医師がまとめる指針は、お手盛りとの疑念を招く。治療対象者を増やそうと、治療効果などへの判断が甘くなるのではないか」と懸念する。芝本教授は「科学者として判断が甘くなることはない」と主張した。日本癌治療学会など一部の学会は前年、「がん臨床研究の責任者は、研究に関係する企業や営利団体の役員に就くのは避けるべきだ」との指針をまとめたが、日本放射線腫瘍学会にはそうした規定はない。日本放射線腫瘍学会長の晴山雅人・札幌医科大学教授は「学会として、倫理委員会を作り、（医師と企業と金銭関係などの）利益相反のルール作りを検討している」とコメントした。

### 大学院入学金返還請求事件
2007年（平成19年）3月、名古屋市立大学大学院の教授らと面談し、会社勤務を続けながら博士課程を修了できると思い込んで入学金を支払ったが、勤務しながらの研究を同教授に拒否されたとして、愛知県阿久比町の男性が同大学を相手取り、支払った入学金約33万円の返還を求めた訴訟で、名古屋地方裁判所（内田計一裁判長）は 2007年3月23日、「入学の動機に錯誤があった」として、大学側に全額の返還を命じた。判決によると、男性は2004年、製薬会社に勤務中、トキシコゲノミクスについて研究し博士課程を修了しようと考え、同年6月、職場の上司を通じ、この分野を研究対象とする教授に連絡をとり、教授や助教授に 「現在の職場で勤務を続けながら、トキシコゲノミクスの研究分野、技術を学びたい」旨を話して入学を相談したところ、「社会人向けに夜に授業がある」と「楽観的な説明」を受けて、勤務を続けながら研究ができると考え入学を決意した。同10月、同大学院医学研究科博士課程の入学試験に合格し入学金を納付した。 しかし同教授から「最低1年間の研究への集中」を求められ、2005年4月、大学側に入学金返還を求めた。。

### 不正論文贈収賄事件
2008年（平成20年）7月、名古屋市立大学大学院医学研究科博士課程の論文審査をめぐる贈収賄事件が発覚した。学位申請をした医師13人から現金を受け取ったとして収賄罪に問われた元教授、伊藤誠被告（当時68歳）に対する判決公判が2008年（平成20年）7月8日、 名古屋地裁で開かれ、村田健二裁判長は懲役2年、執行猶予3年、追徴金270万円（求刑は懲役2年、追徴金270万円）の判決を言い渡した。判決理由で村田裁判長は「受け取った現金も1人当たり20万から30万円と高額。以前から謝礼を受け取っており常習的な犯行」と指摘。一方で「博士学位の重みや信頼を損なわせたが反省している」と述べた。伊藤教授は審査委員会主査だった平成17年3月に同大学大学院医学研究科の博士学位の論文審査で、事前に口頭試問の内容を教えるなどの便宜を図った見返りに謝礼として大学院生や学位申請者の研究員ら13人から、数十万円を受け取った疑いがあり、1996年（平成8年）から少なくとも9年にわたり医学博士の学位論文の審査などを担当していた。2008年2月13日、当時の学長西野仁雄を減給50% 3カ月間、当時の研究科長郡健二郎（現、理事長）と事件当時研究科長だった横山信治教授を文書訓告とする処分を明らかにした。西野学長が同日記者会見し、違法・不当な教職員の行為を通報する「内部通報・相談窓口」を来月にも設置すると表明し、事件後作成した職員倫理綱領と倫理行動指針も公表した。同行動指針では、5000円以上の物品は受け取ってはならないこと、学位審査で金品授受があってはならないなどの内容で、付属病院で患者から金品の謝礼を受け取ると収賄罪が成立する恐れがあることも指摘した。 西野学長は「金品授受が慣例化していたことは深く反省している。二度とこういうことが行われないようにしたい」と述べた

### 病院総合研修センター臨床研修医 医師法違反
2010年（平成22年）3月25日、名古屋市立大学病院総合研修センターの臨床研修医4名が医師法第16条の3、公立大学法人名古屋市立大学契約職員就業規則第26条、名古屋市立大学病院臨床研修医に関する規程第6条の2の規定及び労働契約に違反してアルバイト診療を行っていた事実が判明し、厳重注意3名、注意1名の処分を行った。発生原因は、臨床研修医自身の自覚不足及び名古屋市立大学病院総合研修センターにおける臨床研修医の指導管理体制の不備にあった。 再発防止策として臨床研修医全員に綱紀粛正の通知を行い、一切このようなことを行わない旨の誓約書を提出させ、全診療科部長宛に綱紀粛正の通知を行い全教職員等への周知徹底を図った。

### 論文捏造事件
2012年（平成24年）3月19日、名古屋市立大大学院学医学研究科の教授らによる論文捏造問題が発覚し、不正を主導した原田直明准教授（当時44歳)を懲戒解雇処分にし、共同研究者の岡嶋研二教授（当時58歳）は直接不正を指示した証拠がないことで停職6カ月の処分をとった。岡嶋教授が責任著者となっている1997～2011年の論文19本に画像の捏造や流用があり、このうち8本で原田准教授が不正を主導したが「過失だった」と弁明し、岡嶋教授は「知らない」と答えたが、「すべての論文に関与しており、不正に気付いていなかったとは考えにくい」と大学側は判断した。岡嶋教授は2005年4月に、原田准教授は同年10月に熊本大学から移り、基礎医学の実用化を目指す展開医学の研究室に所属していた。戸苅創学長（当時66歳）は「研究機関としてあるまじきこと。再発防止に向け誠心誠意努力する」とコメントを出した。